# Joseph Lanner
Joseph Franz Karl Lanner (Sankt Ulrich, 12 de abril de 1801 – Döbling, Viena, 14 de abril de 1843) foi um compositor austríaco de música de dança e maestro de orquestra de dança. 

## Carreira
Ele é mais lembrado como um dos primeiros compositores vienenses a reformar a valsa de uma simples dança camponesa para algo que até a mais alta sociedade poderia desfrutar, seja como acompanhamento da dança, ou por causa da própria música. Ele era tão famoso quanto seu amigo e rival musical Johann Strauss I, que era mais conhecido fora da Áustria em sua época por causa de suas turnês no exterior, em particular, para a França e a Inglaterra.

## Filhos
Lanner teve um filho menos conhecido, August Lanner, que era tão musicalmente talentoso e prodigioso quanto seu pai, mas cuja carreira foi interrompida por sua morte precoce aos 20 anos. Sua filha Katharina tornou-se uma conhecida dançarina internacional de balé, estabelecendo-se em Londres, onde se tornou uma influente coreógrafa e professora.

## Trabalhos
- "Neue Wiener", Ländler, Op. 1
- "Trennungs-Walzer", valsa, Op. 19
- "Amoretten", valsa, Op. 53
- "Die Humoristiker", valsa, Op. 92
- "Pesther-Walzer", Op. 93

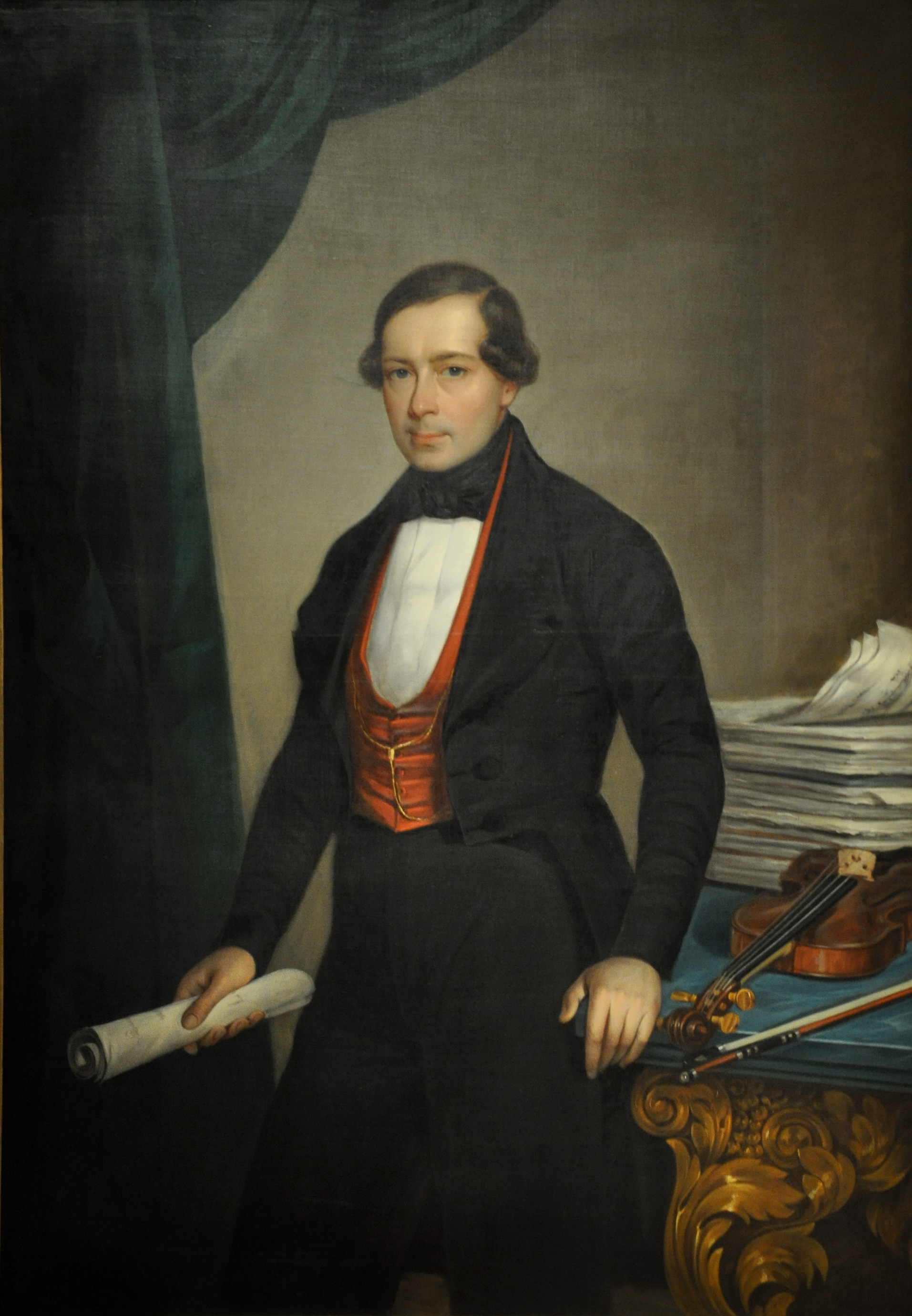
Joseph Lanner, c. 1840

- "Abschied von Pest", valsa, Op. 95
- "Die Werber", Op. 103
- "Marien-Walzer", (Maria Waltz), Op. 143
- "Malapou", galop, Op. 148
- "Hofballtänze", valsa, Op.161
- "Steyrische Tänze", Op. 165
- "Die Romantiker", valsa, Op.167
- "Hans-Jörgel", polca, Op. 194
- "Die Mozartisten", valsa, Op. 196 (baseado em temas das óperas de Wolfgang Amadeus Mozart)
- "Die Schönbrunner", valsa, Op. 200